# Xyridaceae
Xyridaceae — родина квіткових рослин. Ця родина була визнана багатьма систематиками. Система APG II 2003 року (без змін у порівнянні з системою APG 1998 року) також визнає цю родину та відносить її до порядку Poales у кладі комелінід, у однодольних. Ця обробка в APG II являє є невеликою зміною в порівнянні з системою APG 1998 року, яка визнавала родину Abolbodaceae для деяких рослин, включених тут; ця родина не була розміщена за порядком, але була віднесена до тої самої клади. Система Кронквіста 1981 року також визнала таку родину та розмістила її в порядку Commelinales. Родина містить майже 400 видів у п'яти родах, але більшість видів знайдено в роду Xyris. Види переважно тропічні та субтропічні.